# Imperial (Nebraska)
Imperial è un comune degli Stati Uniti d'America, situato in Nebraska, nella contea di Chase. Una certa notorietà è derivata a Imperial dal fatto di essere il luogo in cui si è svolta la vicenda descritta nel best seller (due milioni di copie nei soli USA) Il paradiso per davvero di Todd Burpo, pastore della locale comunità metodista.